# Myotis ruber
Myotis ruber es una especie de murciélago de la familia Vespertilionidae.

## Distribución geográfica
Se encuentra en Argentina, donde es característico del monte blanco del Paraná, y en Brasil, Paraguay y  Uruguay.